# Jürgen Knaack (Drucker)

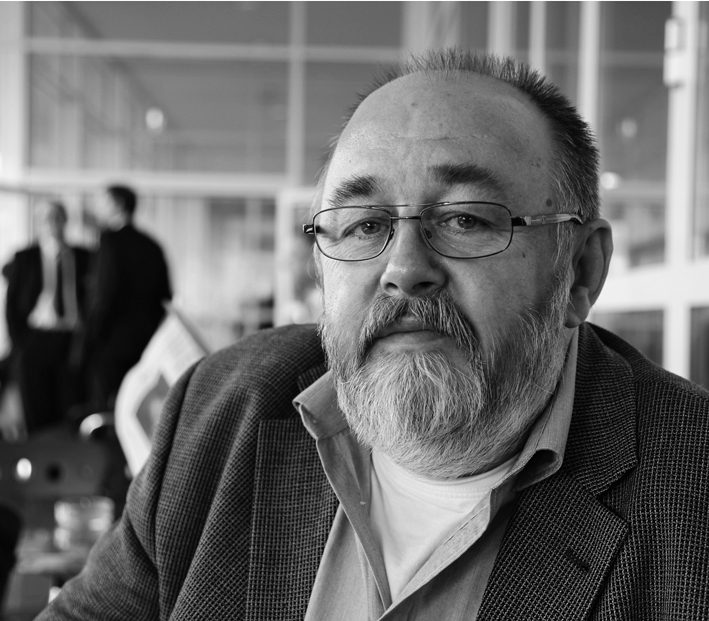
Jürgen Knaack, Drucker und Verleger in Berlin

Jürgen Wolfgang Albert Knaack (* 11. September 1954 in Parchim, Mecklenburg) ist ein deutscher Drucker und Verleger.

## Leben und Wirken
Jürgen Knaack wurde als Sohn des Kfz-Meisters Wolfgang Knaack und der Schneiderin Inge Schulz geboren. Er wuchs in Parchim bis zum sechsten Lebensjahr auf, 1960 zog die Familie nach Berlin. Nach dem Abschluss der 10. Klasse ging er in die Lehre als Offsetdrucker an die Berufsschule Rudi Arndt. Von 1974 bis 1977 leistete er seinen Wehrdienst bei der NVA in einer mobilen Druckerei und erhielt die Qualifizierungsspange Militärpolygraph. Hier lernte er unter anderem die Künstler Christian Bonnet (* 1955), René Rehfeldt und Volkmar Sebb (1942–2012) kennen. Gemeinsam organisierten sie Konzerte mit Bettina Wegner und Musikvorträge von Werner Josh Sellhorn.   
Im September 1977 begann er sein Studium an der Ingenieurschule für Polygraphie in Leipzig, das er 1980 als Dipl.-Ing. (FH) abschloss. Er wurde traditionsmäßig nach seiner Ausbildung, bei Erhalt des Gesellenbriefes, gegautscht, und wurde somit in die Druckergilde aufgenommen. Danach arbeitete er als Schichtführer in einer Rollen- und Bogenoffsetdruckerei in Berlin. Er wechselte 1984 in den VEB Verlag für Bauwesen, Berlin, und war als Herstellungsleiter tätig. In einem zweijährigen Fernstudium bildete er sich an der Karl-Marx-Universität Leipzig im Bereich Kulturwissenschaft (Verlagswesen) weiter. 1989 wurde Jürgen Knaack Produktionsleiter und Mitglied der Geschäftsleitung im VEB Verlage für Medizin und Biologie. Zu dieser Verlagsgruppe gehörten der Verlag Volk und Gesundheit Berlin, der Thieme Verlag und der Barth Verlag in Leipzig sowie der Gustav Fischer Verlag in Jena. Als Produktionsdirektor hatte er die Verantwortung für 70 Periodika und ca. 400 Buchtitel pro Jahr. Mit der Übernahme der Verlagsgruppe durch den Ullstein Verlag und Mosby London 1992 erfolgte eine Umbenennung in Ullstein Mosby Wiesbaden, was auch einen Arbeitsortwechsel nach Wiesbaden bedeutete. 1995 ging Jürgen Knaack als Produktionsleiter für die Buch- und Zeitschriftenherstellung zum Blackwell Verlag zurück nach Berlin. Der Teilverkauf von Blackwell Berlin erforderte 1998 den Schritt in die Selbstständigkeit mit der Gründung der GbR Havel Spree Verlag. Größere Produktionen von Büchern und Periodika sowie eigene Editionen führten zur Gründung von NEUNPLUS1 - Verlag + Service GmbH, Berlin im Jahr 2000. 
Darüber hinaus wirkte Jürgen Knaack von 1990 bis 2004 im Vorstand des Arbeitskreises der Berliner Hersteller. Seit 1994 ist er Mitglied im ERFA Arbeitskreis der Herstellungsleiter der Fachverlage Deutschlands. Sein Faible für Musik lässt ihn seit 2008 den Radiosender ROCKRADIO unterstützen.

## Publikationen (Auswahl)
- Edition NEUNPLUS1: Christian Bonnet, Alexander Etz, Monika Janus-Sommer, Günter Kaden, Sabine Naumann, René Rehfeldt, Volkmar Sebb, Sabine Slatosch, Annette Tucholke, hrsg. von J. Knaack, NEUNPLUS1 Verlag, Berlin 2001, ISBN 978 -3-9807717-0-2
- Werner Josh Sellhorn: Jazz-DDR-Fakten. Mit einem Geleitwort von Manfred Krug, NEUNPLUS1 Verlag, Berlin 2005, ISBN 3-936033-19-6
- Jürgen Knaack: Von Abbreviatur bis Zwischentitel. Ein Vademecum für die Verlags- und Druckindustrie, NEUNPLUS1 Verlag, Berlin 2010, ISBN 978-3-936033-32-8
- Jürgen Knaack: Verlags- und Druckereibegriffe. Publishing and Printing Terms, NEUNPLUS1 Verlag, Berlin 2012, ISBN 978-3-936033-42-7